# Сен-Жюльен-ле-Вандомуа
Сен-Жюлье́н-ле-Вандомуа́ (фр. Saint-Julien-le-Vendômois, окс. Sent Julian) — коммуна во Франции, находится в регионе Лимузен. Департамент — Коррез. Входит в состав кантона Люберсак. Округ коммуны — Брив-ла-Гайярд.
Код INSEE коммуны — 19216.
Коммуна расположена приблизительно в 390 км к югу от Парижа, в 45 км южнее Лиможа, в 45 км к северо-западу от Тюля.

## Население
Население коммуны на 2008 год составляло 269 человек.
| 1962 | 1968 | 1975 | 1982 | 1990 | 1999 | 2008 |
| ---- | ---- | ---- | ---- | ---- | ---- | ---- |
| 505  | 547  | 448  | 375  | 322  | 307  | 269  |

## Администрация
| Период | Период | Фамилия         | Партия | Примечания |
| ------ | ------ | --------------- | ------ | ---------- |
| 2001   | 2008   | Даниель Лебо    |        |            |
| 2008   |        | Жан-Пьер Лексон |        |            |

## Экономика
В 2007 году среди 170 человек в трудоспособном возрасте (15-64 лет) 122 были экономически активными, 48 — неактивными (показатель активности — 71,8 %, в 1999 году было 77,5 %). Из 122 активных работали 115 человек (56 мужчин и 59 женщин), безработных было 7 (3 мужчин и 4 женщины). Среди 48 неактивных 16 человек были учениками или студентами, 19 — пенсионерами, 13 были неактивными по другим причинам.